# Октябрьская улица (Балашиха-3)
Октябрьская улица — улица в микрорайоне Балашиха-3 города Балашиха Московской области.

## Описание
Улица расположена в микрорайоне Балашиха-3 и является главной композиционной осью жилых кварталов в его восточной части.
Отходит на север от улицы Чехова, по которой происходит движение общественного транспорта. Через квартал её пересекает параллельный улице Чехова небольшой Заводской проезд. Он связывает Октябрьскую улицу с двумя другими, ей параллельными: Комсомольской улицей на западе и Пушкинской улицей на востоке.
Поднимаясь всё время в гору Октябрьская улица доходит до Т-образного нерегулируемого перекрёстка с Московским проездом, за которым находится большой сквер перед Дворцом культуры «Балашиха» (бывший ДК «Машиностроитель» завода «Криогенмаш»).
Нумерация домов — от улицы Чехова.

## Здания и сооружения
Нечётная сторона
- № 1 — жилой дом; отделение Сбербанка
- № 3 — жилой дом
- № 5 — жилой дом
- № 9 — жилой дом (панельный); в одноэтажной пристройке — отделение связи

Чётная сторона
- № 4 — жилой дом
- № 6 — жилой дом
- № 8 — жилой дом с подземным гаражом (новостройка)
- № 10 — жилой дом (панельный) с одноэтажной пристройкой[1]